# Adolphe Antoine Richenpanse
Adolphe Antoine Richenpanse (Colmar, 12 luglio 1800 – Avermes, 3 settembre 1862) è stato un generale francese.

## Biografia
Adolphe Antoine Richenpanse nacque a Colmar il 12 luglio 1800, figlio del generale napoleonico e barone dell'Impero Antoine Richepanse e della sua seconda moglie, Marie Joséphine Charlotte Antoinette de Damas.
Intrapresa giovanissima la carriera militare, dopo gli studi a Saint-Cyr venne destinato all'Algeria assieme al fratello maggiore Eugène Charles François. Prese parte all'assedio di Costantina del 1836 dove suo fratello però rimase ucciso. Dopo la morte di suo fratello venne riconosciuto al titolo di barone Richepanse (9 settembre 1837). Il 27 aprile 1845 venne promosso colonnello comandante del 1º reggimento di cacciatori d'Africa. Il 26 maggio 1859 venne nominato generale di divisione, grado con cui prese parte alla seconda guerra d'indipendenza italiana dove ebbe modo di distinguersi alla battaglia di Magenta prima ed in quella di Solferino poi.
Grand'ufficiale della Legion d'onore, si sposò il 12 novembre 1841 con Constance du Broc de Segange, dalla quale però non ebbe eredi.
Morì al Castello di Segange presso Avermes, il 3 settembre 1862.